# Mesquita
Mesquita là một đô thị thuộc bang Minas Gerais, Brasil. Đô thị này có diện tích 275,049 km², dân số năm 2007 là 6493 người, mật độ 24,3 người/km².